# Allocosa palabunda
Allocosa palabunda este o specie de păianjeni din genul Allocosa, familia Lycosidae. A fost descrisă pentru prima dată de L. Koch, 1877. Conform Catalogue of Life specia Allocosa palabunda nu are subspecii cunoscute.